# Пословна зграда Екватор у Бањој Луци
Екватор је пословна зграда у Бањој Луци, смјештена на јужном улазу у центар града. Налази се на адреси Краља Петра I Карађорђевића 85 и 85а.  

## Историјат
Прије земљотреса 1969. године, на овој локацији налазила се чувена стамбено-пословна зграда "Џинића палата" изграђена у стилу модерне архитектуре, као и зграде Божића и Вулића изграђене у аустроугарском периоду у историцистичким стиловима.
У земљотресу наведени објекти су претрпјели тешка оштећења усљед чега су 1970. године срушени, док је након рушења објеката наведена локација била посута шљунком и користила се као паркинг простор и под том намјеном је била наредних двадесетак година.

## Изградња зграде
Послије рата у Босни и Херцеговини, око 1997. године расписан је општи конкурс за идејно рјешење зграде на тој локацији. Побједници конкурса били су тада млади београдски архитекти Урош Фишић, Будимир Судимац и Милан Вујовић. Пројекат је био изложен и на Сајму архитектуре у Београду 1998. године.
Камен темељац за зграду положен је 10. августа 1998. године од стране предсједника Извршног одбора града Небојше Радмановића, а полагању су присуствовали тадашњи градоначелник Ђорђе Умићевић и директор "Екватор банке" Ђорђе Давидовић.
Зграда је свечано отворена марта 2001. године.